# 유대인 시청사

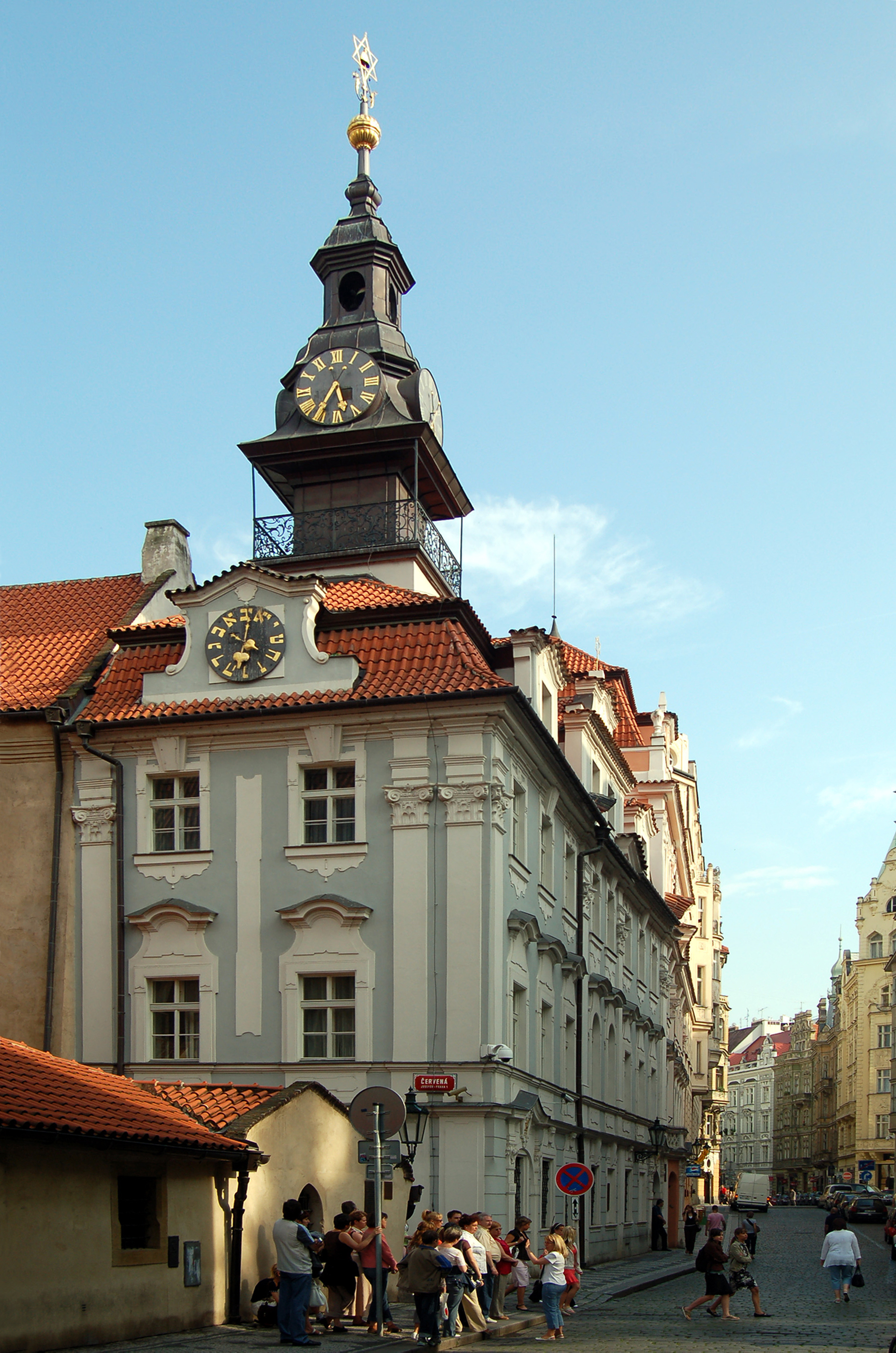
유대인 시청사

유대인 시청사(체코어: Židovská radnice)는 체코 프라하 요세포프에 있는 건물이다.
이 건물은 지역 유대인 커뮤니티의 주요 집회소였지만 현재는 대중에게 문을 닫았다. 두 개의 시계로 가장 잘 알려져 있는데, 하나는 탑에 있으며 로마 숫자로 되고, 다른 하나는 아래에 있으며 히브리어 숫자로 되어 있다.